# Division I Grupp B i världsmästerskapet i ishockey för herrar 2016
Division I Grupp B i världsmästerskapet i ishockey för herrar 2016 spelades 17–23 april 2016 i Zagreb i Kroatien. Ukraina vann turneringen och flyttades upp till Division I A inför Världsmästerskapet i ishockey för herrar 2017. 

## Deltagande lag
Till turneringen var sex lag kvalificerade utifrån resultaten under VM 2015.
- Ukraina – Nedflyttat från Division I Grupp A 2015
- Storbritannien
- Litauen
- Kroatien
- Estland
- Rumänien – Uppflyttat från Division II Grupp A 2015

## Tabell[3]
| Grupp B        | S | V | ÖV | ÖF | F | GM | IM | MS  | P  |
| -------------- | - | - | -- | -- | - | -- | -- | --- | -- |
| Ukraina        | 5 | 4 | 0  | 0  | 1 | 20 | 6  | +14 | 12 |
| Storbritannien | 5 | 3 | 1  | 0  | 1 | 23 | 7  | +16 | 11 |
| Litauen        | 5 | 3 | 0  | 1  | 1 | 15 | 14 | +1  | 10 |
| Kroatien       | 5 | 2 | 1  | 0  | 2 | 21 | 17 | +4  | 8  |
| Estland        | 5 | 1 | 0  | 1  | 3 | 12 | 23 | −11 | 4  |
| Rumänien       | 5 | 0 | 0  | 0  | 5 | 8  | 32 | −24 | 0  |

| Uppflyttat till Division I Grupp A 2017 | Nedflyttat till Division II Grupp A 2017 |

## Matchresultat
|  | 17 april 2016 | Estland                   | 2 – 7                     | Litauen                   | Dom športova      |                   |
|  |               | (1–2, 1–4, 0–1) Summering | (1–2, 1–4, 0–1) Summering | (1–2, 1–4, 0–1) Summering | Zagreb Publik: 95 | Zagreb Publik: 95 |
|  |               |                           |                           |                           | Zagreb Publik: 95 | Zagreb Publik: 95 |
|  |               |                           |                           |                           | Zagreb Publik: 95 | Zagreb Publik: 95 |
|  |               |                           |                           |                           | Zagreb Publik: 95 | Zagreb Publik: 95 |
|  |               |                           |                           |                           | Zagreb Publik: 95 | Zagreb Publik: 95 |
|  |               |                           |                           |                           | Zagreb Publik: 95 | Zagreb Publik: 95 |

|  | 17 april 2016 | Rumänien                  | 1 – 6                     | Ukraina                   | Dom športova       |                    |
|  |               | (1–2, 0–1, 0–3) Summering | (1–2, 0–1, 0–3) Summering | (1–2, 0–1, 0–3) Summering | Zagreb Publik: 200 | Zagreb Publik: 200 |
|  |               |                           |                           |                           | Zagreb Publik: 200 | Zagreb Publik: 200 |
|  |               |                           |                           |                           | Zagreb Publik: 200 | Zagreb Publik: 200 |
|  |               |                           |                           |                           | Zagreb Publik: 200 | Zagreb Publik: 200 |
|  |               |                           |                           |                           | Zagreb Publik: 200 | Zagreb Publik: 200 |
|  |               |                           |                           |                           | Zagreb Publik: 200 | Zagreb Publik: 200 |

|  | 17 april 2016 | Kroatien                  | 1 – 4                     | Storbritannien            | Dom športova         |                      |
|  |               | (1–1, 0–2, 0–1) Summering | (1–1, 0–2, 0–1) Summering | (1–1, 0–2, 0–1) Summering | Zagreb Publik: 2 600 | Zagreb Publik: 2 600 |
|  |               |                           |                           |                           | Zagreb Publik: 2 600 | Zagreb Publik: 2 600 |
|  |               |                           |                           |                           | Zagreb Publik: 2 600 | Zagreb Publik: 2 600 |
|  |               |                           |                           |                           | Zagreb Publik: 2 600 | Zagreb Publik: 2 600 |
|  |               |                           |                           |                           | Zagreb Publik: 2 600 | Zagreb Publik: 2 600 |
|  |               |                           |                           |                           | Zagreb Publik: 2 600 | Zagreb Publik: 2 600 |

|  | 18 april 2016 | Litauen                   | 5 – 1                     | Rumänien                  | Dom športova       |                    |
|  |               | (2–1, 1–0, 2–0) Summering | (2–1, 1–0, 2–0) Summering | (2–1, 1–0, 2–0) Summering | Zagreb Publik: 100 | Zagreb Publik: 100 |
|  |               |                           |                           |                           | Zagreb Publik: 100 | Zagreb Publik: 100 |
|  |               |                           |                           |                           | Zagreb Publik: 100 | Zagreb Publik: 100 |
|  |               |                           |                           |                           | Zagreb Publik: 100 | Zagreb Publik: 100 |
|  |               |                           |                           |                           | Zagreb Publik: 100 | Zagreb Publik: 100 |
|  |               |                           |                           |                           | Zagreb Publik: 100 | Zagreb Publik: 100 |

|  | 18 april 2016 | Storbritannien                 | 4 – 3 (e.fl.)                  | Estland                        | Dom športova       |                    |
|  |               | (2–1, 1–1, 0–1, 1–0) Summering | (2–1, 1–1, 0–1, 1–0) Summering | (2–1, 1–1, 0–1, 1–0) Summering | Zagreb Publik: 455 | Zagreb Publik: 455 |
|  |               |                                |                                |                                | Zagreb Publik: 455 | Zagreb Publik: 455 |
|  |               |                                |                                |                                | Zagreb Publik: 455 | Zagreb Publik: 455 |
|  |               |                                |                                |                                | Zagreb Publik: 455 | Zagreb Publik: 455 |
|  |               |                                |                                |                                | Zagreb Publik: 455 | Zagreb Publik: 455 |
|  |               |                                |                                |                                | Zagreb Publik: 455 | Zagreb Publik: 455 |

|  | 18 april 2016 | Ukraina                   | 4 – 1                     | Kroatien                  | Dom športova         |                      |
|  |               | (2–1, 2–0, 0–0) Summering | (2–1, 2–0, 0–0) Summering | (2–1, 2–0, 0–0) Summering | Zagreb Publik: 1 500 | Zagreb Publik: 1 500 |
|  |               |                           |                           |                           | Zagreb Publik: 1 500 | Zagreb Publik: 1 500 |
|  |               |                           |                           |                           | Zagreb Publik: 1 500 | Zagreb Publik: 1 500 |
|  |               |                           |                           |                           | Zagreb Publik: 1 500 | Zagreb Publik: 1 500 |
|  |               |                           |                           |                           | Zagreb Publik: 1 500 | Zagreb Publik: 1 500 |
|  |               |                           |                           |                           | Zagreb Publik: 1 500 | Zagreb Publik: 1 500 |

|  | 20 april 2016 | Ukraina                   | 7 – 1                     | Estland                   | Dom športova       |                    |
|  |               | (2–0, 2–1, 3–0) Summering | (2–0, 2–1, 3–0) Summering | (2–0, 2–1, 3–0) Summering | Zagreb Publik: 120 | Zagreb Publik: 120 |
|  |               |                           |                           |                           | Zagreb Publik: 120 | Zagreb Publik: 120 |
|  |               |                           |                           |                           | Zagreb Publik: 120 | Zagreb Publik: 120 |
|  |               |                           |                           |                           | Zagreb Publik: 120 | Zagreb Publik: 120 |
|  |               |                           |                           |                           | Zagreb Publik: 120 | Zagreb Publik: 120 |
|  |               |                           |                           |                           | Zagreb Publik: 120 | Zagreb Publik: 120 |

|  | 20 april 2016 | Storbritannien            | 8 – 0                     | Litauen                   | Dom športova       |                    |
|  |               | (2–0, 6–0, 0–0) Summering | (2–0, 6–0, 0–0) Summering | (2–0, 6–0, 0–0) Summering | Zagreb Publik: 450 | Zagreb Publik: 450 |
|  |               |                           |                           |                           | Zagreb Publik: 450 | Zagreb Publik: 450 |
|  |               |                           |                           |                           | Zagreb Publik: 450 | Zagreb Publik: 450 |
|  |               |                           |                           |                           | Zagreb Publik: 450 | Zagreb Publik: 450 |
|  |               |                           |                           |                           | Zagreb Publik: 450 | Zagreb Publik: 450 |
|  |               |                           |                           |                           | Zagreb Publik: 450 | Zagreb Publik: 450 |

|  | 20 april 2016 | Rumänien                  | 5 – 12                    | Kroatien                  | Dom športova         |                      |
|  |               | (1–3, 2–4, 2–5) Summering | (1–3, 2–4, 2–5) Summering | (1–3, 2–4, 2–5) Summering | Zagreb Publik: 1 650 | Zagreb Publik: 1 650 |
|  |               |                           |                           |                           | Zagreb Publik: 1 650 | Zagreb Publik: 1 650 |
|  |               |                           |                           |                           | Zagreb Publik: 1 650 | Zagreb Publik: 1 650 |
|  |               |                           |                           |                           | Zagreb Publik: 1 650 | Zagreb Publik: 1 650 |
|  |               |                           |                           |                           | Zagreb Publik: 1 650 | Zagreb Publik: 1 650 |
|  |               |                           |                           |                           | Zagreb Publik: 1 650 | Zagreb Publik: 1 650 |

|  | 22 april 2016 | Storbritannien            | 6 – 1                     | Rumänien                  | Dom športova       |                    |
|  |               | (2–0, 2–0, 2–1) Summering | (2–0, 2–0, 2–1) Summering | (2–0, 2–0, 2–1) Summering | Zagreb Publik: 400 | Zagreb Publik: 400 |
|  |               |                           |                           |                           | Zagreb Publik: 400 | Zagreb Publik: 400 |
|  |               |                           |                           |                           | Zagreb Publik: 400 | Zagreb Publik: 400 |
|  |               |                           |                           |                           | Zagreb Publik: 400 | Zagreb Publik: 400 |
|  |               |                           |                           |                           | Zagreb Publik: 400 | Zagreb Publik: 400 |
|  |               |                           |                           |                           | Zagreb Publik: 400 | Zagreb Publik: 400 |

|  | 22 april 2016 | Litauen                   | 2 – 1                     | Ukraina                   | Dom športova       |                    |
|  |               | (0–0, 0–1, 2–0) Summering | (0–0, 0–1, 2–0) Summering | (0–0, 0–1, 2–0) Summering | Zagreb Publik: 350 | Zagreb Publik: 350 |
|  |               |                           |                           |                           | Zagreb Publik: 350 | Zagreb Publik: 350 |
|  |               |                           |                           |                           | Zagreb Publik: 350 | Zagreb Publik: 350 |
|  |               |                           |                           |                           | Zagreb Publik: 350 | Zagreb Publik: 350 |
|  |               |                           |                           |                           | Zagreb Publik: 350 | Zagreb Publik: 350 |
|  |               |                           |                           |                           | Zagreb Publik: 350 | Zagreb Publik: 350 |

|  | 22 april 2016 | Kroatien                  | 5 – 3                     | Estland                   | Dom športova         |                      |
|  |               | (1–2, 3–1, 1–0) Summering | (1–2, 3–1, 1–0) Summering | (1–2, 3–1, 1–0) Summering | Zagreb Publik: 2 800 | Zagreb Publik: 2 800 |
|  |               |                           |                           |                           | Zagreb Publik: 2 800 | Zagreb Publik: 2 800 |
|  |               |                           |                           |                           | Zagreb Publik: 2 800 | Zagreb Publik: 2 800 |
|  |               |                           |                           |                           | Zagreb Publik: 2 800 | Zagreb Publik: 2 800 |
|  |               |                           |                           |                           | Zagreb Publik: 2 800 | Zagreb Publik: 2 800 |
|  |               |                           |                           |                           | Zagreb Publik: 2 800 | Zagreb Publik: 2 800 |

|  | 23 april 2016 | Ukraina                   | 2 – 1                     | Storbritannien            | Dom športova       |                    |
|  |               | (0–0, 0–1, 2–0) Summering | (0–0, 0–1, 2–0) Summering | (0–0, 0–1, 2–0) Summering | Zagreb Publik: 500 | Zagreb Publik: 500 |
|  |               |                           |                           |                           | Zagreb Publik: 500 | Zagreb Publik: 500 |
|  |               |                           |                           |                           | Zagreb Publik: 500 | Zagreb Publik: 500 |
|  |               |                           |                           |                           | Zagreb Publik: 500 | Zagreb Publik: 500 |
|  |               |                           |                           |                           | Zagreb Publik: 500 | Zagreb Publik: 500 |
|  |               |                           |                           |                           | Zagreb Publik: 500 | Zagreb Publik: 500 |

|  | 23 april 2016 | Estland                   | 3 – 0                     | Rumänien                  | Dom športova       |                    |
|  |               | (0–0, 3–0, 0–0) Summering | (0–0, 3–0, 0–0) Summering | (0–0, 3–0, 0–0) Summering | Zagreb Publik: 200 | Zagreb Publik: 200 |
|  |               |                           |                           |                           | Zagreb Publik: 200 | Zagreb Publik: 200 |
|  |               |                           |                           |                           | Zagreb Publik: 200 | Zagreb Publik: 200 |
|  |               |                           |                           |                           | Zagreb Publik: 200 | Zagreb Publik: 200 |
|  |               |                           |                           |                           | Zagreb Publik: 200 | Zagreb Publik: 200 |
|  |               |                           |                           |                           | Zagreb Publik: 200 | Zagreb Publik: 200 |

|  | 23 april 2016 | Litauen                             | 1 – 2 (e.str.)                      | Kroatien                            | Dom športova         |                      |
|  |               | (0–1, 0–0, 1–0, 0–0, 0–1) Summering | (0–1, 0–0, 1–0, 0–0, 0–1) Summering | (0–1, 0–0, 1–0, 0–0, 0–1) Summering | Zagreb Publik: 2 500 | Zagreb Publik: 2 500 |
|  |               |                                     |                                     |                                     | Zagreb Publik: 2 500 | Zagreb Publik: 2 500 |
|  |               |                                     |                                     |                                     | Zagreb Publik: 2 500 | Zagreb Publik: 2 500 |
|  |               |                                     |                                     |                                     | Zagreb Publik: 2 500 | Zagreb Publik: 2 500 |
|  |               |                                     |                                     |                                     | Zagreb Publik: 2 500 | Zagreb Publik: 2 500 |
|  |               |                                     |                                     |                                     | Zagreb Publik: 2 500 | Zagreb Publik: 2 500 |